# Hemiscolopendra michaelseni
Hemiscolopendra michaelseni är en mångfotingart som först beskrevs av Carl Graf Attems 1903.  Hemiscolopendra michaelseni ingår i släktet Hemiscolopendra och familjen Scolopendridae. Inga underarter finns listade i Catalogue of Life.